# Rutali
Rutali település Franciaországban, Haute-Corse megyében. Lakosainak száma 519 fő (2022. január 1.). Rutali Olmeta-di-Tuda, Biguglia, Borgo, Murato, Scolca, Vallecalle és Vignale községekkel határos.

## Népesség
A település népessége az elmúlt években az alábbi módon változott:
| Lakosok száma | 198  | 181  | 222  | 307  | 383  | 382  | 377  | 360  | 413  | 519  |
|               | 1968 | 1982 | 1990 | 2006 | 2013 | 2015 | 2017 | 2019 | 2020 | 2022 |